# 漢普頓 (明尼蘇達州)
漢普頓（英語：Hampton）是一個位於美國明尼蘇達州達科他縣的城市。

## 人口
根據2020年美國人口普查的數據，漢普頓的面積為3.21平方千米，當中陸地面積為3.19平方千米，而水域面積為0.02平方千米。當地共有人口744人，而人口密度為每平方千米232人。